# Витверезник

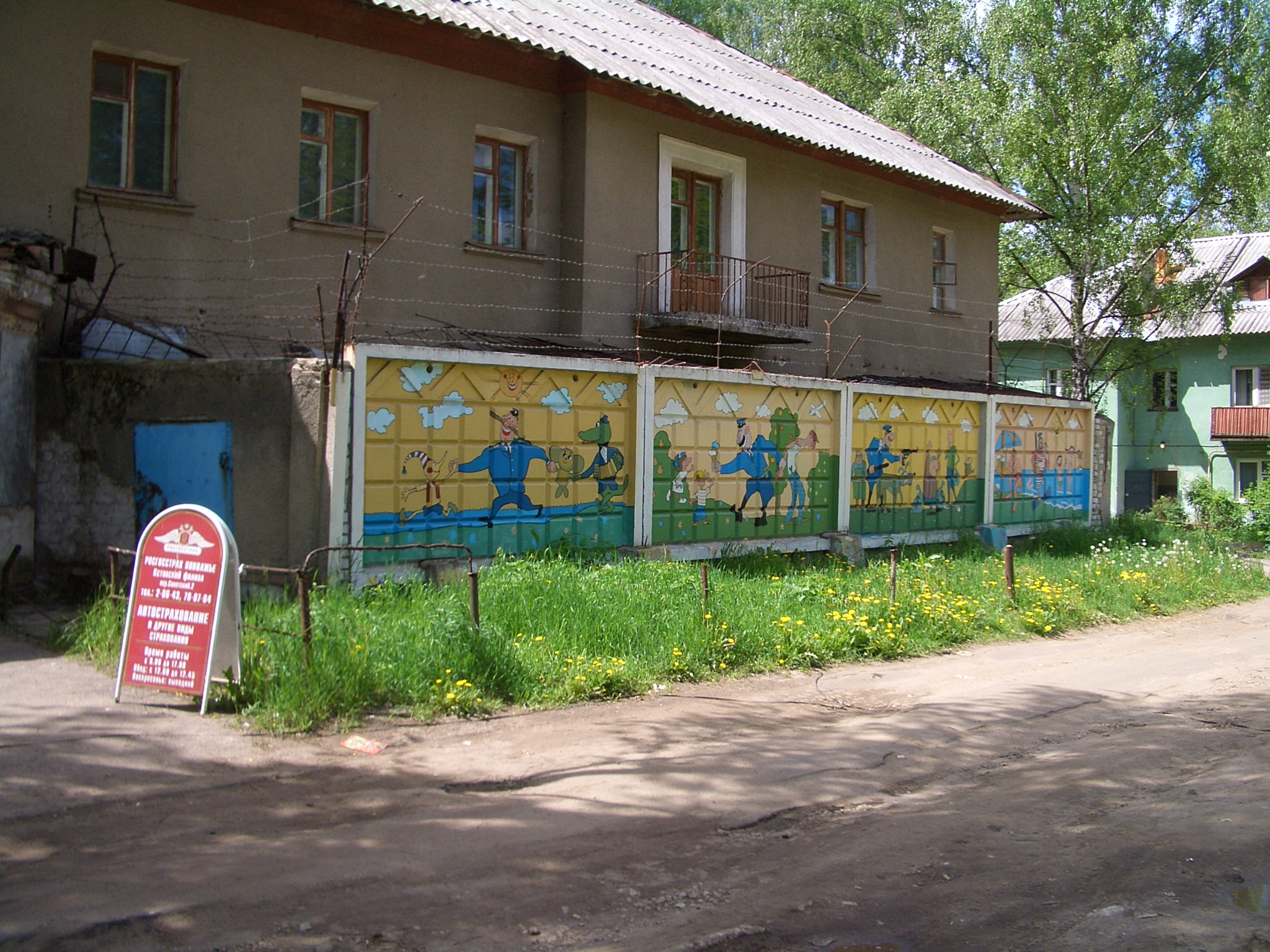
Витверезник у Кстово, Росія

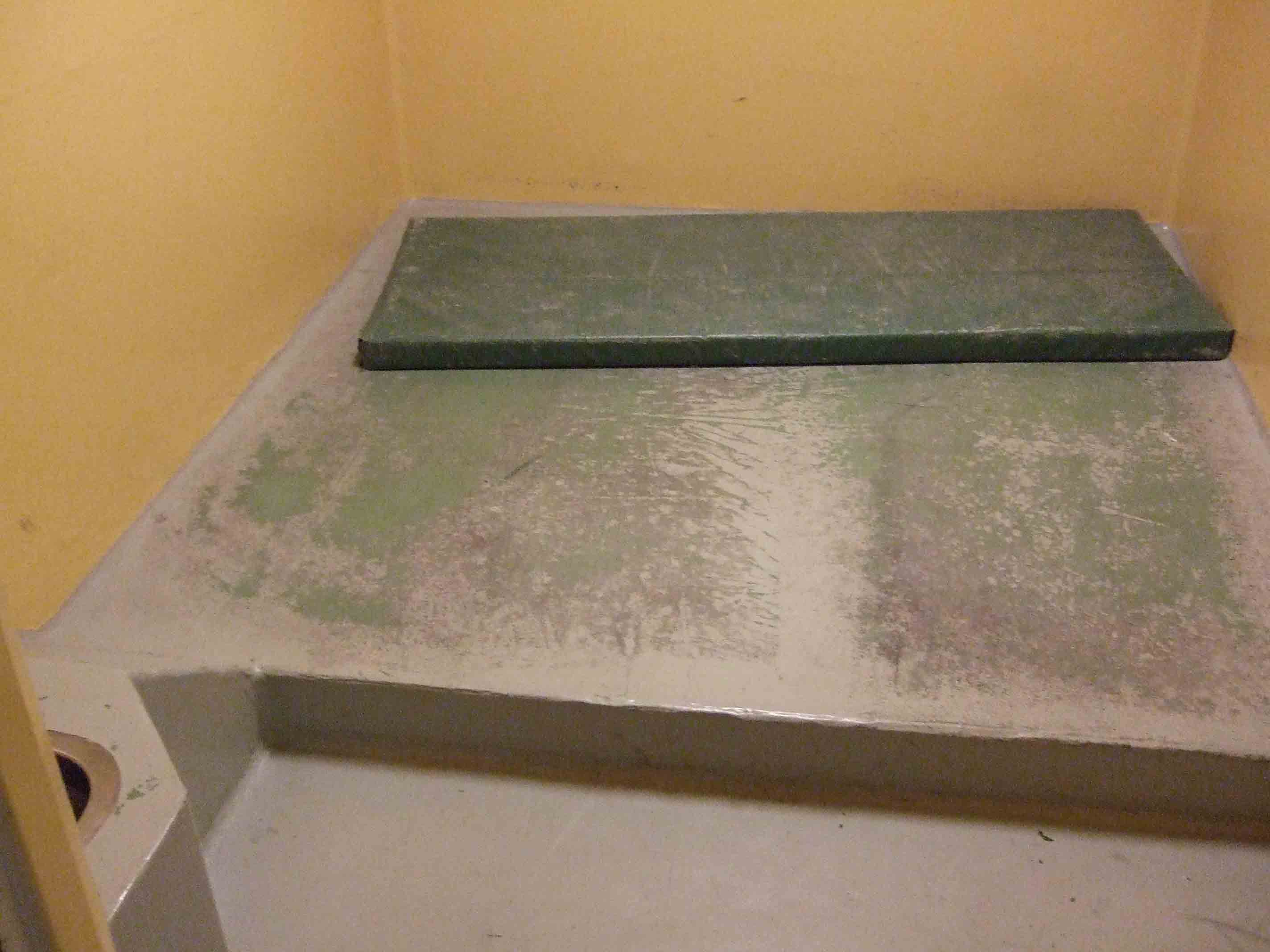
Мінімалістична та легко очищувана камера витверезника в Норвегії

 Витвере́зник — санітарно-медична установа для витвережування п'яних. Існують витверезники від алкогольного та наркотичного сп'яніння.

## Історія

### Росія та СРСР
7 листопада в Тулі в 1902 році відкрився перший російський «притулок для нетверезих». Ініціатором його появи став лікар і громадський діяч Федір Сергійович Архангельський. Метою відкриття притулку було врятувати від смерті п'яних у холодні зими. У витверезниках п'яних годували та навіть видавали одяг за рахунок міської казни. Заклади перестали діяти в 1917 році. 
У 1931 році витверезники повернули, до 1940 року вони діяли під крилом Народного комісаріату охорони здоров'я, поки Лаврентій Берія не передав їх у відання НКВС. Співробітники внутрішніх справ підбирали на вулицях п'яниць та доставляли їх до витверезника, де ті залишалися до ранку. Потім за утримання у витверезнику виставлявся рахунок (близько чверті середньої зарплати, 25-35 рублів) і надсилалося повідомлення за місцем роботи. Якщо особа потрапляла до витверезника більше трьох разів на рік, її відправляли до наркологічних відділень для обстеження та іноді лікування. Функціонування радянських витверезників було неоднозначним: з одного боку вони рятували п'яних від холодної смерті, з іншого міліція могла затримувати лише злегка п'яних перехожих задля виконання плану затримань. Офіційно в витверезник везли тих, хто потрапляли до категорії сп'яніння середньої і важкої стадії, але стан оцінювався на око. 
Ставлення до витверезників сильно погіршилося в 1990-і через погані умови утримання та збитковість. У закладах п'яних часто били, прив'язували до ліжок тощо. Юридично як спеціальні установи внутрішніх справ вони перестали існувати 2010 року, а фактично закрилися в 2012. 
У грудні 2020 року російський парламент ухвалив закон, який повертає витверезники. Цей крок був умотивований кількістю п'яних, які замерзають на смерть у суворих зимових кліматичних умовах Росії (близько 10 тис. осіб щорічно). 

### Україна
В незалежній Україні витверезники діяли до 1997 року. 12 серпня 1999 року Україною ухвалено рішення про офіційне закриття всіх витверезників через нерентабельність.  Як наслідок закриття витверезників, бригади швидкої допомоги почали звозити лежачих сп'янілих які замерзають з вулиць до приймальних відділень міських лікарень, часто перетворюючи приймальні відділенні на нічліжні будинки, що значною мірою погіршило санітарний та безпековий стан у приймальних відділеннях лікарень — почастішали напади сп'янілих привезених на лікарів та пацієнтів приймального відділення, почастішали випадки вандалізму у лікарнях.

### Чехословаччина
Перший такий заклад у Чехословаччині відкрив у 1951 році психіатр Ярослав Скала; його першим пацієнтом був російський військово-морський інженер. За перші 30 років роботи празького витверезника було вилікувано понад 180 тисяч людей. В інших установах країни проліковано понад 1 млн осіб.

### Польща
У Польщі витверезники існують у великих містах, приймаючи загалом 300 000 людей на рік. До витверезника відправляють п'яних, якщо вони становить небезпеку для інших. Польські витверезники стягують платню за перебування в них. У 2019 році найвищий судовий збір складав 309 злотих за 24 години.

### Швейцарія
У Швейцарії нетверезих людей поміщають до витверезника, якщо вони становлять небезпеку для себе чи суспільства. Деякі поліцейські відділки стягують плату за користування їхніми приміщеннями та пов’язані з цим витрати на персонал. Наприклад, міська поліція Цюріха бере 450-600 швейцарських франків за ніч.